# Station Otmuchów
Station Otmuchów is een spoorwegstation in de Poolse plaats Otmuchów.